# Tsuguharu Foujita

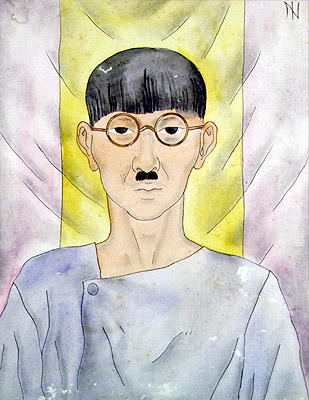
Foujita door Ismael Nery, 1930.

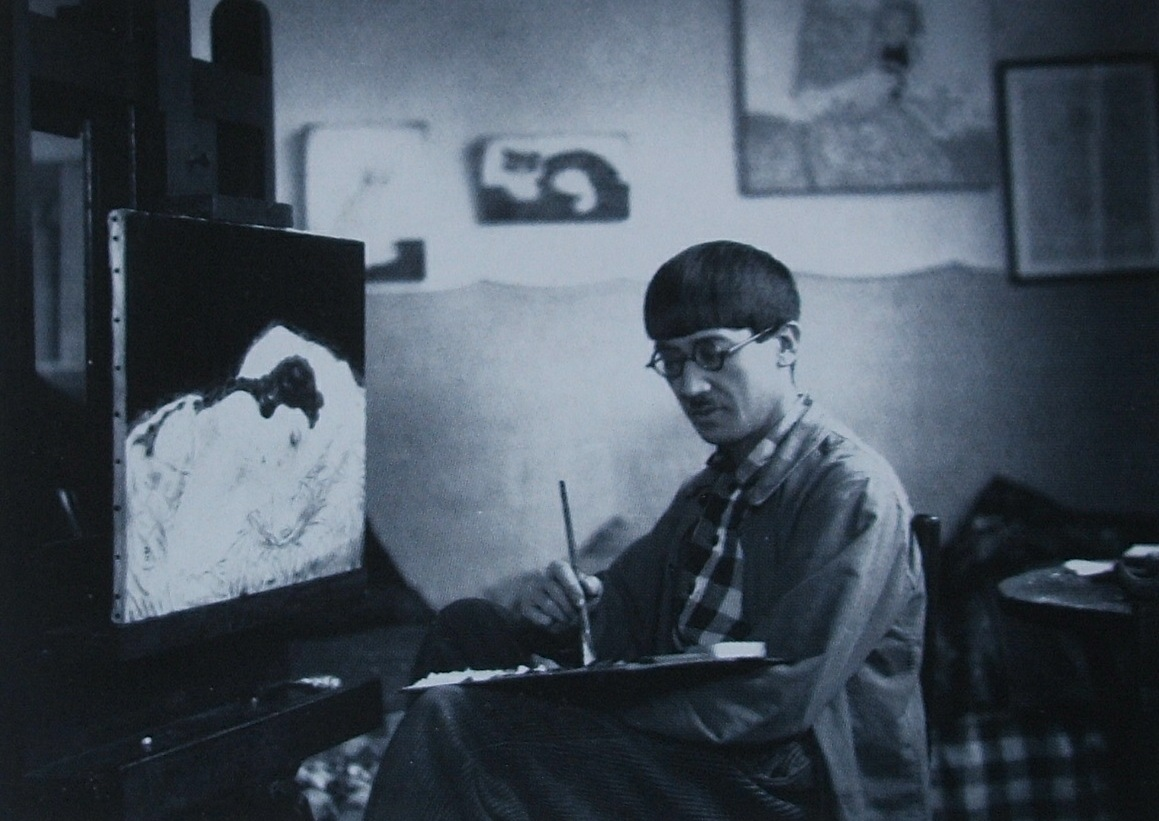
Tsuguharu Foujita rond 1917

Tsuguharu-Léonard Foujita (Japans: 藤田 嗣治, Fujita Tsuguharu) (Tokio, 27 november 1886 - Zürich, 29 januari 1968) was een Japans-Frans kunstschilder en graficus.

## Leven en werk
Foujita was de zoon van een Japanse generaal en bezocht de Tokyo University of the Arts. Zijn Japanse carrière begon veelbelovend en hij kreeg zelfs portretopdrachten vanuit de keizerlijke familie. Bij een reis naar Engeland en Frankrijk in 1912 ontdekte hij echter de modernistische West-Europese kunst en verhuisde in 1913 naar Parijs. Daar verkeerde hij onder vooraanstaande avant-gardistische kunstenaars, zoals Georges Braque, Henri Matisse, Fernand Léger, Jean Cocteau, Juan Gris en Pablo Picasso. Met Amedeo Modigliani raakte hij nauw bevriend en hij bouwde een reputatie op als vrouwenversierder; hoewel hij in Japan al was getrouwd had hij relaties met Kiki de Montparnasse, kunstschilderes Fernande Barrey en de Belgische actrice Lucie Badoud, door hem Youki genoemd, met wie hij samen met zijn vriend Robert Desnos rond 1930 een spraakmakende "ménage à trois" onderhield. 
Foujita maakte schilderijen en grafische werken die een mengeling vormden tussen de Japanse prentkunst en de moderne Westerse kunst, en ontwikkelde daarin een geheel eigen stijl. Ook maakte hij beroemd geworden fresco's in de Notre-Dame-de-la-Paix-kapel te Reims. Hij groeide uit tot een gevierd kunstenaar en was in de jaren twintig aanwezig op vrijwel alle belangrijke West-Europese exposities van moderne kunst.
In 1931 reisde Foujita door Latijns-Amerika en in 1933 keerde hij terug naar Japan, waar hij groots werd onthaald. In Japan werkte hij als propagandistisch oorlogsschilder voor het Japans Keizerlijk Leger. Na de oorlog keerde hij terug naar Frankrijk. Hij werd katholiek, nam het Franse staatsburgerschap aan, en noemde zich voortaan Léonard. Foujita was ridder in het Légion d’honneur. Hij overleed in 1968 aan longkanker. Zijn werken zijn te zien in tal van grote musea, zowel in het westen als in Japan.